# James Blunt
James Hillier Blunt, ursprungligen Blount, född 22 februari 1974 i Tidworth i Wiltshire, är en brittisk sångare och musiker.

## Biografi

### Utbildning och militärtjänstgöring
James Blunt började sin utbildning på Harrow School. Därefter hamnade han på Bristol University och efter det på den brittiska militärskolan Royal Military Academy Sandhurst. Hans familj har en lång militär tradition och Blunt blev snabbt officer vid Livgardet till häst. Han uppnådde graden kapten och tjänstgjorde som underrättelseofficer i Natos fredsbevarande styrka. När han tjänstgjorde i Kosovo skrev han låten "No Bravery"; det var när han som förste brittiske officer gick in i Kosovos huvudstad Pristina efter bombningarna 1999. År 2002 lämnade han den brittiska armén för att satsa fullt ut på musiken.

### Musikkarriär
Blunt slog igenom med sitt debutalbum Back to Bedlam 2004 och speciellt låten "You're Beautiful". Albumet har sålt 11 miljoner exemplar världen över och har legat etta i 18 länder. Hans andra album kom år 2007 och heter All the Lost Souls.
Blunt har medverkat i flera välgörenhetsprojekt. 2010 utvaldes han av Simon Cowell tillsammans med stjärnor som Joe McElderry och Alexandra Burke för att göra en nyinspelning av R.E.M.s låt "Everybody Hurts". Alla intäkter från skivan skänktes till jordbävningsoffren på Haiti. Under senare år har Blunt även samarbetat med kända artister som den italienska Grammybelönade sångerskan Laura Pausini och den brittiska musikern Bryan Ferry.

## Diskografi
- 2004 – Back to Bedlam
- 2006 – Chasing Time: The Bedlam Sessions (Live CD & DVD)
- 2007 – All the Lost Souls
- 2010 – Some Kind of Trouble
- 2013 – Moon Landing
- 2014 – When I Find Love Again
- 2017 – The Afterlove